# Owczary (województwo świętokrzyskie)
Owczary – wieś w Polsce, położona w województwie świętokrzyskim, w powiecie buskim, w gminie Busko-Zdrój.
| SIMC    | Nazwa        | Rodzaj    |
| ------- | ------------ | --------- |
| 0232390 | Krzewiny     | część wsi |
| 0232408 | Ku Cegielni  | część wsi |
| 0232414 | Nowe Owczary | część wsi |

W latach 1975–1998 miejscowość położona była w województwie kieleckim.
W 1783 r. wieś należąca wówczas do powiatu wiślickiego w województwie sandomierskim była własnością Kaspra Popiela podstolego wiślickiego.
Na gruntach wsi znajduje się utworzony w 1959 r. ścisły rezerwat przyrody Owczary.
Przez wieś przechodzi  czerwony szlak turystyczny z Buska-Zdroju do miejscowości Solec-Zdrój.